# 三樹青生
三樹 青生（みき せいき、1915年10月18日 - 2000年3月18日）は、日本の翻訳家、作家。
本名は三樹 精吉。

## 来歴
米国サクラメント生まれ。1937年大阪外国語学校フランス語部卒業。毎日新聞、静岡新聞、第一新聞記者を経て、1949年より日本新聞協会勤務。英米文学翻訳家。1970年「終曲」で直木賞候補。国語審議会委員も務め、TBSブリタニカ監修部長、帝京大学文学部教授（1996年定年）。大学では社会教育学を指導した。
実子は編集者の三樹創作。

## 著書
- 『新聞の編集 「整理」と呼ぶ活字の造型術』（三樹精吉名義、向文館） 1955
- 『新聞の編集と整理』（三樹精吉名義、現代ジャーナリズム出版会） 1966
- 『終曲』(深夜叢書社） 1975

## 翻訳
- 『謎の遊星』（The Mysterious Planet、ケネス・ライト、三樹精吉名義訳、銀河書房、少年少女科学小説選集） 1956
- 『ためらう女』（The Case of the Hesitant Hostess、E・S・ガードナー、早川書房、世界探偵小説全集） 1956
- 『ストリップ・ガールの馬』（The Case of the Fandancer's Horse、E・S・ガードナー、早川書房、世界探偵小説全集） 1957
- 『叫ぶ女』（The Case of the Screaming Woman、E・S・ガードナー、早川書房、世界探偵小説全集） 1958
- 『断崖』（Dreadful Summit: a novel of suspense(The Big Night)、スタンリイ・エリン、早川書房、世界探偵小説全集） 1958
- 『空っぽの罐』（The Case of the Empty Tin、E・S・ガードナー、早川書房、世界ミステリシリーズ） 1960
- 『宇宙の小石』（Pebble in the Sky、アイザック・アシモフ、早川書房、ハヤカワ・SF・シリーズ） 1966